# Че Чон Хьоп
Че Чон Хьоп (кор.: хангиль: 채종협; нар. 19 травня 1993) — південнокорейський актор. Він найбільш відомий своїми ролями в таких драмах, як «Webtoon Hero — Tundra Show Season 2» (2016), «Ліга гарячих печей» (2019), «Сізіф: Міф» (2021), "І все-таки " (2021). Love All Play (2022), Розблокуйте мого боса (2022) і Діва з безлюдного острова (2023). Крім того, він також з'явився у веб-серіалі «Вечеря відьми» (2021).

## Кар'єра
Че дебютував у драмі MBC every1 Webtoon Hero — Tundra Show Season 2, яка транслювалася недовго.
У 2017 році Че дебютував у веб-драмах «Між друзями» і «No Bad Days».
У 2018 році Че приєднався до веб-драми No Bad Days Season 2.
У 2019 році Че приєднався до веб-драми Rumor.
У 2019—2020 роках Че дебютував у успішній спортивній драмі SBS Ліга гарячих плит у ролі бейсбольного пітчера Ю Мін Хо. Ліга гарячих плит отримала високий рейтинг глядацької аудиторії протягом усього періоду, тому він отримав велике визнання публіки завдяки цій драмі.
У квітні 2021 року Че приєднався до драми JTBC «Сізіф: Міф» із Чо Син У та Пак Шін Хе та цим самим привернув увагу. Пізніше в червні він з'явився в драмі JTBC « І все-таки» разом із Сон Кангом і Хан Со Хі. У липні він з'явився в оригінальній драмі TVING Вечеря відьми разом із Сон Джі Хьо та Нам Джі Хюном.
У 2022 році Че знявся у фільмі Love All Play і з'явився в епізодичній ролі в серіалі Падаючі зірки.
У 2022—2023 роках Че знімався у головних ролях в серіалах Розблокуйте мого боса і Діва з безлюдного острова.

## Особисте життя
Через навчання Че проживав у Південній Африці протягом п'яти років.

### Здоров'я та військова служба
У січні 2023 року Че дав інтерв'ю ЗМІ, заявивши, що він звільнений від обов'язкової військової служби. Під час першого медичного огляду Че був визнаний працівником додаткової служби 4-го класу (агент соціальної служби), а під час повторного медичного огляду у 2018 році його було визнано працівником військового часу 5-го класу. Під час його повторного огляду він навіть зробив ЕЕГ і зізнався, що у нього діагностована епілепсія.
На цей час Че лікує епілепсію, приймаючи ліки. Він приймає ліки проти епілепсії протягом 10 років.

## Фільмографія

### Телесеріали
| Year      | Title                          | Role                    | Notes            | Ref.   |
| --------- | ------------------------------ | ----------------------- | ---------------- | ------ |
| 2016      | Webtoon Hero — Tundra Show 2   | King Sejong             |                  | [ 2 ]  |
| 2018      | Прийди та обійми мене          | Чон Ей А                | камео            |        |
| 2019      | Плітка                         | Пак Сон Дже             |                  | [ 6 ]  |
| 2019–2020 | Ліга гарячих плит              | Ю Мін Хо                |                  | [ 7 ]  |
| 2021      | Сізіф: Міф                     | «Sun»/Чхве Че Сон       |                  | [ 8 ]  |
| 2021      | І все-таки                     | Янг До Хьок             |                  | [ 9 ]  |
| 2022      | Love All Play                  | Пак Те Джун             |                  | [ 19 ] |
| 2022      | Падаючі зірки                  | Хам Ю Джин              | камео (5 серія)  | [ 11 ] |
| 2022–2023 | Розблокуйте мого боса          | Пак Ін Сонг             |                  | [ 12 ] |
| 2023      | Побачимось у моєму 19-му житті | Бок Донг                | камео            | [ 20 ] |
| 2023      | Діва з безлюдного острова      | Кан Бо Геол / Чон Кі Хо |                  | [ 13 ] |
| 2024      | Очі кохають тебе               | Те О                    | Японський серіал | [ 21 ] |
| 2024      | Випадкові обійми               | Канг Ху Йонг            |                  | [ 22 ] |

### Веб-серіали
| рік            | Назва              | роль        | Примітки  | Ref.        |
| -------------- | ------------------ | ----------- | --------- | ----------- |
| 2017 рік       | Між друзями        | Мун До Хьок |           | [ 3 ]       |
| 2017–2018 роки | Немає поганих днів | Чой Джун Хо | Сезон 1–2 | [ 4 ] [ 5 ] |
| 2021 рік       | Вечеря відьми      | Лі Гіл Йонг |           | [ 10 ]      |

## Нагороди та номінації
| Award ceremony          | Year | Category                      | Nominee / Work | Result    | Ref.   |
| ----------------------- | ---- | ----------------------------- | -------------- | --------- | ------ |
| KBS Drama Awards        | 2022 | Премія за популярність, Актор | Love All Play  | Номінація | [ 23 ] |
| KBS Drama Awards        | 2022 | Найкращий новий актор         | Love All Play  | Перемога  | [ 24 ] |
| Korea First Brand Award | 2022 | Найкращий новий актор         | Че Чон Хьоп    | Перемога  | [ 25 ] |

### Списки
| Видавець          | рік      | Листикул | Розміщення | Ref. |
| ----------------- | -------- | --- | ---------- | ---- |
| Moviewalker Press | 2024 рік | 10 корейських акторів, яких кіносценаристи рекомендували у 2024 році\| style="background: #f0e68c; color: black; vertical-align: middle; text-align: center; " class="no table-no2"\|Top 10 | [ 26 ]     |      |